# Anolis roquet
Anolis roquet is een hagedis uit de familie anolissen (Dactyloidae). Oorspronkelijk werd de hagedis beschreven door Bernard Germain de Lacépède in 1788 als Lacerta roquet. In 2003 werd het werk van Lacépède verworpen als bron voor de binomale naamgeving, en werd Pierre Joseph Bonnaterre als auteur aangewezen. Later is dit echter weer teruggedraaid.

## Uiterlijke kenmerken
De totale lichaamslengte van een mannetje inclusief staart is ongeveer 20 centimeter, maar vrouwtjes worden vaak maar 17 centimeter lang. De soort staat bekend als een van de mooiste anolissen, maar door de grote variatie bij de ondersoorten valt het nog niet mee de lichaamstekening te omschrijven. De mannetjes hebben een groene tot groengele basiskleur en de vrouwtjes hebben een donkerbruine tot zwarte basiskleur, en hebben vaak kleine gele en blauwe vlekjes over de rug en flanken. De mannetjes van de nominale ondersoort A. r. roquet hebben een meer heldergroene basiskleur met gele, zwartomzoomde vlekken die dicht bij elkaar liggen.
Ondersoort A. r. summus heeft een felgroene basiskleur met een dicht, luipaard-achtig patroon van zwarte vlekken en een gele keelzak, en de mannetjes van A. r. salinei zijn eenvoudig te herkennen aan de vier tot vijf grillige maar brede zwarte dwarsbanden op de rug, en een grijsgroene basiskleur. De vrouwtjes van deze ondersoort hebben vaak een dubbele lengtestreep op de rug. Over het algemeen neigen de vrouwtjes naar een lichte en meer egale strepentekening, en sommige exemplaren hebben helemaal geen tekening en zijn egaal bruin.

## Verspreiding en habitat
Anolis roquet komt voor op de Kleine Antillen en is endemisch op het eiland Martinique in het Caribisch gebied. De anolis zou ook voorkomen op enkele omliggende eilanden maar het is onduidelijk welke ondersoort het betreft. Omdat de soort in laaggelegen gebieden leeft, wordt de anolis niet aangetroffen boven een hoogte van 915 meter boven zeeniveau.
De anolis is niet kieskeurig wat betreft de habitat en komt in zowel vochtige regenwouden als drogere graslanden voor. Net als veel andere soorten leeft de hagedis op boomstammen, de mannetjes bevinden zich doorgaans op een hoogte van 3 meter boven de bodem, de vrouwtjes blijven wat lager in de boom.

## Levenswijze
Het voedsel bestaat uit kleine ongewervelden zoals insecten en met name vliegen die al klauterend worden gevangen. De anolis is minder aan een specifieke leefomgeving gebonden als andere soorten; zo klimt de anolis zowel op takken, langs boomstammen als wel muurtjes en de hagedis wordt zelfs in huizen aangetroffen. Dit is voor een anolis erg uitzonderlijk want de meeste soorten zijn bijzonder schuw.
De vrouwtjes kunnen zich in gevangenschap het gehele jaar door voortplanten. Er wordt een enkel ei per legsel afgezet en het aantal eieren kan oplopen tot 30 per jaar. Het ei komt na ongeveer anderhalve maand uit.

## Ondersoorten
De anolissen kwamen circa 8 miljoen jaar geleden aan op Martinique, dat toen uit vier verschillende eilanden bestond. In tegenstelling tot de typische gang van zaken, groeiden de afgescheiden groepen niet genoeg uit elkaar om genetisch verschillende soorten te worden. Toen het eiland één geheel werd, konden de exemplaren uit de verschillende populaties met elkaar paren en nageslacht produceren.
Tegenwoordig is er wel een vorm differentiatie aan de gang. Hoewel de anolissen in elkaars buurt leven en zouden kunnen paren, paren ze toch vooral met soortgenoten uit hun eigen habitat. De verschillende populaties vertonen al enkele verschillen, wat er op kan wijzen dat de soort zich aan het opsplitsen is.
Onderstaand een lijst van ondersoorten, met de beschrijver, de lichaamslengte en het verspreidingsgebied. Met de lichaamslengte wordt de kopromplengte bedoeld, dus exclusief de staart.
| Ondersoorten van Anolis roquet | Ondersoorten van Anolis roquet | Ondersoorten van Anolis roquet | Ondersoorten van Anolis roquet                                                  |
| ------------------------------ | ------------------------------ | ------------------------------ | ------------------------------------------------------------------------------- |
| Naam                           | Auteur                         | Lichaamslengte                 | Verspreidingsgebied                                                             |
| Anolis roquet caracoli         | Lazell, 1972                   | 5,8 tot 7,9 centimeter         | Op het schiereiland ten oosten van de stad La Trinité op het eiland Martinique. |
| Anolis roquet majolgris        | Lazell, 1972                   | 5 tot 8,2 centimeter           | Uiterst noordoostelijke deel van het eiland Martinique.                         |
| Anolis roquet roquet           | Bonnaterre, 1789               | 6,6 tot 8,6 centimeter         | Zuidwestelijke deel van het eiland Martinique.                                  |
| Anolis roquet salinei          | Lazell, 1972                   | 6,2 tot 7,8 centimeter         | Uiterst zuidoostelijke deel van het eiland Martinique.                          |
| Anolis roquet summus           | Lazell, 1972                   | 6,2 tot 8,2 centimeter         | Het centrale deel van het noordoosten van het eiland Martinique.                |
| Anolis roquet zebrilus         | Lazell, 1972                   | 6,3 tot 8,2 centimeter         | Noordwesten van het eiland Martinique nabij de stad Saint-Pierre.               |